# Ariel Abadi
Víctor Ariel Isaac Abadi (Buenos Aires, Argentina; 3 de junio de 1962) es un actor y director de doblaje argentino. Participó en el teatro (Los chismes de las mujeres, El sí de las niñas, La loca de Chaillot, etc.) También participó en proyectos muy difundidos en la década de 1990, como ser "El Gardel de Medellín", con Ángel Rico. También es un actor de radioteatro desde 1985 (Ciclo "Las dos carátulas" y Hamlet con Alfredo Alcón) hasta 1992 (ganando por "revelación en radio" el premio Alfonsina, en 1993). En 1992, fue la voz de Homero Simpson para la Expo América 92'.

## Biografía
En 1985, comenzó su carrera de actor en radioteatro (con el ciclo Las Dos Carátulas) en donde se mantuvo hasta 1992 (ganando por "Revelación en Radio" el premio "Alfonsina", en 1993).
Fue la voz de Homero Simpson, para la Expo América de 1992.
Ya en los años 1997 y 1998, vuelve al radioteatro con Historias de tachos en FM Tango, junto a Gustavo Garzón.
Protagonizó proyectos de cine independiente y puso su voz y actuación para películas comerciales, nacionales e internacionales de cine y TV. En televisión intervino con voz e imagen, en tiras como Cuando yo te vuelva a ver, El Fanfa, Mi cuñado, Cebollitas, Trillizos, Poné a Francella, etc, actuando con Héctor Alterio, Ricardo Darín y Guillermo Francella, entre otros.
Se inició como actor de doblaje desde 1990. El clásico de canal 13 La aventura del hombre, contó con él en muchas oportunidades. En cine nacional, participó por ejemplo: en Dibu 2: La venganza de Nasty (siendo la voz de Nasty) y en Manuelita (dirigida por García Ferré). Antes había trabajado en películas como Gatica, Siempre es difícil volver a casa o Ay, Juancito.
Respecto al doblaje de películas extranjeras, participó con varios protagónicos como por ejemplo: El Principe Encantado (como el Príncipe de las muñecas), Las tortugas Ninja 2 (como Leonardo), Los secretos de Harry (doblando la voz de Woody Allen), Juego de lágrimas (doblando la voz de Forrest Whitaker), Los Sospechosos de siempre (doblando la premiada actuación de Kevin Spacey), Astérix y Obélix contra César (como la voz de Asterix), El viaje de Chihiro (como Sin cara), La Clase (como Francois), Whatever Works dirigida por Woody Allen (interpretando a Larry David), entre otros títulos prestigiosos más. También sobresale su protagónica actuación en la premiada serie Breaking Bad (doblando la voz del actor Bryan Cranston, ganador del Emmy por esta composición). También fue Austin Powers, el narrador de Los Archivos del FBI (original de Discovery), el tío Dumpling en la serie infantil Pucca, y la voz de numerosos documentales, series infantiles y films, siendo algunos ejemplos: Cocomiel, Historias para temblar, Grandes escapes y Reino animal en la voz de Attemborough (que actualmente se emite en canal 7 y canal Encuentro de México). Para productos de Disney, puso su voz en la versión mexicana de Los Increíbles y fue la voz de Clink en Cars. En series de Disney, se destaca su trabajo como Bear en Bear en la Gran Casa Azul (de Jim Henson y Disney). A su vez, también dobló la voz de Gonzo, en el último doblaje que se realizaría para la recordada serie de los 70, El show de los Muppets.
En el año 2000 y por una realización llamada "Victor Inox", la señal I-SAT, recibió el "PROMAX de Oro" a su producción integral ("best film"), siendo Ariel Abadi el narrador/locutor de la misma.
Desde 2003, también se desempeña como director y docente de doblaje, junto a Ricardo Alanís.

## Filmografía

### Cine
| Año  | Título                                                                | Personaje                         | Notas                                          | Ref. |
| ---- | --------------------------------------------------------------------- | --------------------------------- | ---------------------------------------------- | ---- |
| 1952 | Me siento rejuvenecer                                                 | Barbero                           | Roles secundarios (Doblaje latino)             |      |
| 1952 | Me siento rejuvenecer                                                 | Pintor                            | Roles secundarios (Doblaje latino)             |      |
| 1974 | La influencia de la soledad                                           | Dr. Zepp                          | Rol secundario (Doblaje latino)                |      |
| 1977 | Capricornio Uno                                                       | Hollis Peaker                     | Rol secundario (Doblaje latino)                |      |
| 1978 | La furia de la serpiente                                              | Voces adicionales                 | Roles secundarios (Doblaje latino)             |      |
| 1978 | Magia                                                                 | Ben Greene                        | Rol principal (Doblaje latino)                 |      |
| 1981 | Scanners                                                              | Voces adicionales                 | Roles secundarios (Doblaje latino)             |      |
| 1982 | Gandhi                                                                | Mahatma Gandhi                    | Rol protagónico (Doblaje latino)               |      |
| 1982 | Barbarosa                                                             | Emil                              | Rol secundario (Doblaje latino)                |      |
| 1984 | Karate Kid                                                            | Sr. Nariyoshi Miyagi              | Rol protagónico (Redoblaje)                    |      |
| 1985 | Silverado                                                             | Sheriff John Langston             | Rol principal (Redoblaje)                      |      |
| 1986 | Los Kung Fu Kids                                                      | Voces adicionales                 | Roles secundarios (Doblaje latino)             |      |
| 1986 | Karate Kid II                                                         | Sr. Nariyoshi Miyagi              | Rol protagónico (Redoblaje)                    |      |
| 1989 | Acero azul                                                            | John Pérez                        | Rol secundario (Doblaje latino)                |      |
| 1989 | Karate Kid III                                                        | Sr. Nariyoshi Miyagi              | Rol protagónico (Redoblaje)                    |      |
| 1990 | Rosencratz y Guildenstern han muerto                                  | The Player                        | Rol secundario (Doblaje latino)                |      |
| 1991 | Las Tortugas Ninja II: El secreto del Ooze                            | Leonardo «Leo»                    | Rol protagónico (Doblaje latino)               |      |
| 1992 | La mansión Howard                                                     | Leonard Bast                      | Rol principal (Doblaje latino)                 |      |
| 1992 | Revancha de campeones                                                 | Jerry                             | Rol secundario (Doblaje latino)                |      |
| 1992 | Soldado universal                                                     | Woodward                          | Rol secundario (Doblaje latino)                |      |
| 1992 | Critters 4                                                            | Charlie McFadden                  | Rol protagónico (Redoblaje)                    |      |
| 1992 | Drácula, de Bram Stoker                                               | Dr. Jack Seward                   | Rol principal (Redoblaje)                      |      |
| 1993 | Punto de impacto                                                      | Titus                             | Rol secundario (Doblaje latino)                |      |
| 1993 | El último gran héroe                                                  | Nick                              | Rol principal (Redoblaje)                      |      |
| 1994 | Karate Kid IV                                                         | Ned Abbot                         | Rol antagónico principal (Doblaje argentino)   |      |
| 1994 | Street Fighter: La última batalla                                     | E. Honda                          | Rol secundario (Doblaje latino)                |      |
| 1994 | La lotería del amor                                                   | Insertos                          | Redoblaje                                      |      |
| 1994 | Leyendas de pasión                                                    | Decker                            | Rol principal (Redoblaje)                      |      |
| 1994 | La jaula 2: Vencer o morir                                            | Wang                              | Rol secundario (Doblaje latino)                |      |
| 1995 | Scanner Cap II: La venganza de Volkin                                 | Dr. Tom Walton                    | Roles secundarios (Doblaje latino)             |      |
| 1995 | Scanner Cap II: La venganza de Volkin                                 | Johnny                            | Roles secundarios (Doblaje latino)             |      |
| 1995 | Scanner Cap II: La venganza de Volkin                                 | Director del instituto            | Roles secundarios (Doblaje latino)             |      |
| 1995 | Scanner Cap II: La venganza de Volkin                                 | Voces adicionales                 | Roles secundarios (Doblaje latino)             |      |
| 1995 | Los sospechosos de siempre                                            | Roger «Verbal» Kint               | Rol protagónico antagónico (Doblaje argentino) |      |
| 1995 | El diario de un asesino                                               | Carl Panzram                      | Rol principal (Redoblaje)                      |      |
| 1995 | Jumanji                                                               | Alan Parrish                      | Rol protagónico (Redoblaje)                    |      |
| 1995 | El nombre del juego                                                   | Martin Weir                       | Rol principal (Doblaje latino)                 |      |
| 1996 | Playback                                                              | Ejecutivo                         | Rol secundario (Doblaje latino)                |      |
| 1996 | El largo beso del adiós                                               | Reportero                         | Rol secundario (Doblaje latino)                |      |
| 1996 | Mulholland Falls                                                      | Coronel Nathan Fitzgerald         | Roles antagónicos principales (Doblaje latino) |      |
| 1996 | Mulholland Falls                                                      | Jimmy Fields                      | Roles antagónicos principales (Doblaje latino) |      |
| 1996 | Bloodsport 2                                                          | Alex Cardo                        | Rol principal (Doblaje latino)                 |      |
| 1996 | Jive                                                                  | Jive                              | Rol protagónico (Doblaje latino)               |      |
| 1997 | Austin Powers: El agente internacional del misterio                   | Johnson Ritter                    | Rol secundario (Doblaje latino)                |      |
| 1997 | El quinto elemento                                                    | Científico jefe                   | Rol secundario (Doblaje latino)                |      |
| 1997 | Wishmaster                                                            | Ed Finney                         | Roles secundarios (Doblaje latino)             |      |
| 1997 | Wishmaster                                                            | Nick Merrit                       | Roles secundarios (Doblaje latino)             |      |
| 1997 | Wishmaster                                                            | Vagabundo                         | Roles secundarios (Doblaje latino)             |      |
| 1997 | Wishmaster                                                            | Estudiante de medicina            | Roles secundarios (Doblaje latino)             |      |
| 1997 | Wishmaster                                                            | Comandante de policía             | Roles secundarios (Doblaje latino)             |      |
| 1997 | Wishmaster                                                            | Hombre en el puerto               | Roles secundarios (Doblaje latino)             |      |
| 1997 | Mente indomable                                                       | Dr. Sean Maguire                  | Rol principal (Doblaje argentino)              |      |
| 1998 | Ultraman Tiga & Ultraman Dyna: Los guerreros de la estrella de la luz | Kouki Fukami                      | Roles principales (Doblaje latino)             |      |
| 1998 | Ultraman Tiga & Ultraman Dyna: Los guerreros de la estrella de la luz | Masami Horii                      | Roles principales (Doblaje latino)             |      |
| 1998 | Ringu: El elo                                                         | Takashi Yamamura                  | Rol principal (Doblaje latino)                 |      |
| 1998 | El gran Lebowski                                                      | Jesús Quintana                    | Rol antagónico secundario (Doblaje latino)     |      |
| 1999 | Juana de Arco                                                         | Sacerdote interrogador            | Rol secundario (Doblaje latino)                |      |
| 1999 | Inferno                                                               | Johnny Six Toes                   | Rol principal (Doblaje latino)                 |      |
| 1999 | El elo 2                                                              | Takashi Yamamura                  | Rol principal (Doblaje latino)                 |      |
| 1999 | Astérix y Obélix contra César                                         | Astérix                           | Rol protagónico (Doblaje argentino)            |      |
| 2003 | Lucha ciega                                                           | Voces adicionales                 | Roles secundarios (Doblaje latino)             |      |
| 2003 | Cars: Una Aventura Sobre Ruedas                                       | Rusty Rust-eze (Clink)            | Roles secundarios (Redoblaje)                  |      |
| 2003 | Cars: Una Aventura Sobre Ruedas                                       | Dusty Rust-eze (Clink)            | Roles secundarios (Redoblaje)                  |      |
| 2004 | El efecto mariposa                                                    | Profesor Carter                   | Rol secundario (Doblaje latino)                |      |
| 2004 | Paraíso violento                                                      | Voces adicionales                 | Roles secundarios (Doblaje latino)             |      |
| 2004 | Los Increíbles                                                        | Guardias de la Isla Palos Locos   | Roles secundarios (Redoblaje)                  |      |
| 2004 | Harry Potter y el prisionero de Azkaban                               | Peter Pettigrew «Colagusano»      | Rol antagónico secundario (Redoblaje)          |      |
| 2005 | Madison                                                               | Roger Epperson                    | Rol principal (Doblaje latino)                 |      |
| 2005 | Nada por aquí                                                         | Max                               | Rol principal (Doblaje latino)                 |      |
| 2005 | Harry Potter y el cáliz de fuego                                      | Peter Pettigrew «Colagusano»      | Rol antagónico secundario (Redoblaje)          |      |
| 2006 | Undisputed II: Last Man Standing                                      | Kiril                             | Rol secundario (Doblaje latino)                |      |
| 2006 | Babel                                                                 | Hassan                            | Rol principal (Redoblaje)                      |      |
| 2008 | El casamiento de Raquel                                               | Paul                              | Rol secundario (Doblaje latino)                |      |
| 2008 | Patrulla de frontera                                                  | Stokes                            | Rol secundario (Doblaje latino)                |      |
| 2008 | A surfear amigo                                                       | Lupe La Rosa                      | Rol principal (Doblaje latino)                 |      |
| 2008 | Estafa de amor                                                        | El curador                        | Rol secundario (Doblaje latino)                |      |
| 2008 | El expreso de medianoche                                              | Grinko                            | Rol secundario (Doblaje latino)                |      |
| 2008 | El bibliotecario: La maldición del cadiz de Judas                     | Profesor Laszlo                   | Rol secundario (Doblaje latino)                |      |
| 2008 | La clase                                                              | François Marin                    | Rol protagónico (Doblaje latino)               |      |
| 2008 | Estrella fugaz                                                        | Manny                             | Rol secundario (Doblaje latino)                |      |
| 2008 | El ascenso                                                            | Voces adicionales                 | Roles secundarios (Doblaje latino)             |      |
| 2009 | Una virgen en la calle Bourbon                                        | Insertos                          | Doblaje latino                                 |      |
| 2009 | Ace Ventura: Pet Detective Jr.                                        | Dr. Sickinger                     | Rol secundario (Doblaje latino)                |      |
| 2009 | La ciudad de tu destino final                                         | Adam                              | Rol secundario (Doblaje latino)                |      |
| 2009 | La biografía de Georgia O'Keeffe                                      | Voces adicionales                 | Roles secundarios (Doblaje latino)             |      |
| 2009 | Manos Milagrosas                                                      | Pastor Ford                       | Rol secundario (Doblaje latino)                |      |
| 2009 | Un profeta                                                            | Abogado de Malik                  | Roles secundarios (Doblaje latino)             |      |
| 2009 | Un profeta                                                            | Jefe de detención                 | Roles secundarios (Doblaje latino)             |      |
| 2009 | Hombres de mentes                                                     | Larry Hooper                      | Rol principal (Doblaje latino)                 |      |
| 2009 | Harry Potter y el misterio del príncipe                               | Peter Pettigrew «Colagusano»      | Rol antagónico secundario (Redoblaje)          |      |
| 2010 | Primera guía para moribundos                                          | Voces adicionales                 | Roles secundarios (Doblaje latino)             |      |
| 2010 | Red social                                                            | Príncipe Albert                   | Roles secundarios (Doblaje latino)             |      |
| 2010 | Red social                                                            | Gage                              | Roles secundarios (Doblaje latino)             |      |
| 2010 | Hecho en Dagenham                                                     | Primer ministro Harold Wilson     | Roles secundarios (Doblaje latino)             |      |
| 2010 | Hecho en Dagenham                                                     | George                            | Roles secundarios (Doblaje latino)             |      |
| 2010 | Machete                                                               | Padre Félix Cortez                | Rol secundario (Redoblaje)                     |      |
| 2010 | Muerte en el funeral                                                  | Frank                             | Rol secundario (Doblaje latino)                |      |
| 2010 | Max Schmeling                                                         | Voces adicionales                 | Roles secundarios (Doblaje latino)             |      |
| 2010 | Se dice de mí...                                                      | Director Gibbons                  | Rol secundario (Doblaje latino)                |      |
| 2010 | Su primera vez                                                        | Voces adicionales                 | Roles secundarios (Doblaje latino)             |      |
| 2010 | Harry Potter y las reliquias de la Muerte: parte 1                    | Peter Pettigrew «Colagusano»      | Rol antagónico secundario (Redoblaje)          |      |
| 2011 | La traición                                                           | Alex Coblenz                      | Rol secundario (Doblaje argentino)             |      |
| 2011 | Les Lyonnais: Historia de pandillas                                   | Joan Chávez                       | Rol principal (Doblaje latino)                 |      |
| 2011 | Francotirador: Recargado                                              | JAG Hiram Clarke                  | Roles secundarios (Doblaje latino)             |      |
| 2011 | Francotirador: Recargado                                              | Voces adicionales                 | Roles secundarios (Doblaje latino)             |      |
| 2011 | Princesa por accidente                                                | Gerente del Grand Belle           | Rol secundario (Doblaje latino para TV)        |      |
| 2011 | El especialista                                                       | Arthur Bishop                     | Rol principal (Doblaje latino para TV)         |      |
| 2011 | Bucky Larson: Nacido para ser una estrella                            | Jeremiah Larson                   | Roles principales (Doblaje latino)             |      |
| 2011 | Bucky Larson: Nacido para ser una estrella                            | Eddie                             | Roles principales (Doblaje latino)             |      |
| 2011 | La chica del dragón tatuado                                           | Dirch Frode                       | Rol principal (Doblaje latino)                 |      |
| 2011 | Juego de asesinos                                                     | Blanchard                         | Rol secundario (Doblaje latino)                |      |
| 2011 | Culpable o inocente                                                   | Detective Lankford                | Rol principal (Doblaje latino para TV)         |      |
| 2011 | Perros de paja                                                        | Tom Heddon                        | Rol principal (Doblaje latino)                 |      |
| 2011 | Jesse Stone: Inocentes perdidos                                       | Hasty Hathaway                    | Rol principal (Doblaje latino)                 |      |
| 2011 | Locuras de carnaval                                                   | Barry                             | Rol secundario (Doblaje latino)                |      |
| 2011 | Anónimo                                                               | Prólogo                           | Rol secundario (Doblaje latino)                |      |
| 2011 | Reto de valientes                                                     | Pastor Rogers                     | Rol secundario (Doblaje latino)                |      |
| 2011 | Woodlawn                                                              | Whitehurst                        | Rol secundario (Redoblaje)                     |      |
| 2011 | Perfect Sense                                                         | Stephen Montgomery                | Rol secundario (Doblaje latino)                |      |
| 2011 | Pollo con ciruelas                                                    | Voces adicionales                 | Roles secundarios (Doblaje latino)             |      |
| 2011 | Fórmula de amor 3                                                     | Oleg Lvovich                      | Rol principal (Doblaje latino)                 |      |
| 2011 | Atormentado                                                           | Voces adicionales                 | Roles secundarios (Doblaje latino)             |      |
| 2011 | Desenrola                                                             | Profesor Mauro                    | Rol secundario (Doblaje latino)                |      |
| 2011 | Histeria                                                              | Sr. Huddleston                    | Rol secundario                                 |      |
| 2011 | El asesino del internet                                               | David McAllister                  | Rol principal (Doblaje latino)                 |      |
| 2011 | Persecución mortal                                                    | Voces adicionales                 | Roles secundarios (Doblaje latino)             |      |
| 2011 | Desde el sótano                                                       | Klaus                             | Rol secundario (Doblaje latino)                |      |
| 2011 | Harry Potter y las reliquias de la Muerte: parte 2                    | Peter Pettigrew «Colagusano»      | Rol antagónico secundario (Archivo de voz)     |      |
| 2012 | De Roma con amor                                                      | Jerry                             | Rol secundario (Doblaje latino)                |      |
| 2012 | Votos de amor                                                         | Bill Thornton                     | Rol principal (Doblaje latino)                 |      |
| 2012 | La torre                                                              | Voces adicionales                 | Roles secundarios (Doblaje latino)             |      |
| 2012 | La bala del asesino                                                   | Dr. Kahn                          | Rol secundario (Doblaje latino)                |      |
| 2012 | Hitchcock, el maestro del suspenso                                    | Alfred Hitchcock                  | Rol protagónico (Doblaje latino)               |      |
| 2012 | ¡Por fin solos!                                                       | Sheriff Morris                    | Rol principal (Doblaje latino)                 |      |
| 2012 | Tormenta fantasma                                                     | Padre Telmo                       | Rol secundario (Doblaje latino)                |      |
| 2012 | El campo de Abel                                                      | Voces adicionales                 | Roles secundarios (Doblaje latino)             |      |
| 2012 | La fe de un hombre común                                              | Angus Buchan                      | Rol secundario (Doblaje latino)                |      |
| 2012 | Django sin cadenas                                                    | Viejo Carrucan                    | Rol secundario (Redoblaje)                     |      |
| 2012 | Adopción de terror                                                    | Vendedor de armas                 | Rol secundario (Doblaje latino)                |      |
| 2012 | Escala                                                                | Oscar                             | Rol secundario (Doblaje latino)                |      |
| 2012 | Posesión satánica                                                     | Insertos                          | Doblaje argentino                              |      |
| 2012 | Motorway (Che_Sau)                                                    | Sun                               | Rol secundario (Doblaje latino)                |      |
| 2012 | Peligrosamente infiltrada                                             | Sam Morris                        | Rol principal (Doblaje latino)                 |      |
| 2012 | En busca de un sueño                                                  | Voces adicionales                 | Roles secundarios (Doblaje latino)             |      |
| 2012 | Los ilegales                                                          | Tizwell Minnix                    | Rol principal (Doblaje latino)                 |      |
| 2012 | La venganza de Wyatt Earp                                             | Voces adicionales                 | Roles secundarios (Doblaje latino)             |      |
| 2012 | La prisión espacial                                                   | Presidente Jeff Warnock           | Rol secundario (Doblaje latino)                |      |
| 2013 | Parkland                                                              | Abraham Zapruder                  | Rol principal (Doblaje latino)                 |      |
| 2013 | La verdadera historia de Anna Nicole Smith                            | Burke Jones                       | Rol principal (Doblaje latino)                 |      |
| 2013 | Extracción                                                            | The Man in Black                  | Rol secundario (Doblaje latino)                |      |
| 2013 | Escándalo americano                                                   | Voces adicionales                 | Roles secundarios (Doblaje latino)             |      |
| 2013 | 911: Llamada mortal                                                   | Jose                              | Rol secundario (Doblaje latino)                |      |
| 2013 | Frío como la noche                                                    | Topo                              | Rol secundario (Doblaje latino)                |      |
| 2013 | Officer Down                                                          | Capitán Joseph Verona             | Rol principal (Doblaje latino)                 |      |
| 2013 | Words and pictures                                                    | Walt                              | Rol secundario (Doblaje latino)                |      |
| 2013 | Amor a la carta                                                       | Saajan Fernandes                  | Rol principal (Doblaje latino)                 |      |
| 2013 | Philomena                                                             | Dr. Robert                        | Rol secundario (Doblaje latino)                |      |
| 2013 | La leyenda de la tumba del dragón                                     | Vadim                             | Rol secundario (Doblaje latino)                |      |
| 2013 | El arte del robo                                                      | Tío Paddy MacCarthy               | Rol principal (Doblaje latino)                 |      |
| 2013 | Detectives de la mente                                                | Sebastian                         | Rol secundario (Doblaje latino)                |      |
| 2013 | At Middleton                                                          | Dr. Roland Emerson                | Rol principal (Doblaje latino)                 |      |
| 2013 | Solo los amantes sobreviven                                           | Christopher Marlowe               | Rol principal (Doblaje latino)                 |      |
| 2013 | Magic Magic                                                           | Voces adicionales                 | Roles secundarios (Doblaje latino)             |      |
| 2013 | Patrick: Obsesión siniestra                                           | Ed Penghaligon                    | Rol principal (Doblaje latino)                 |      |
| 2014 | Supremacía robot                                                      | Robin Smythe                      | Rol principal (Doblaje latino)                 |      |
| 2014 | The Little Death                                                      | Phil                              | Rol secundario (Doblaje latino)                |      |
| 2014 | Draft Day                                                             | Ralph Mowry                       | Roles secundarios (Doblaje latino)             |      |
| 2014 | Draft Day                                                             | Marvin                            | Roles secundarios (Doblaje latino)             |      |
| 2014 | Bang Bang!                                                            | Zorawar Kalwa                     | Rol principal (Redoblaje)                      |      |
| 2014 | Perseguido por el poder                                               | Presidente de los Estados Unidos  | Rol secundario (Doblaje latino)                |      |
| 2014 | Pancho: El perro millonario                                           | Montalbán                         | Rol antagónico principal (Doblaje latino)      |      |
| 2014 | Magia a la luz de la luna                                             | Howard Burkan                     | Rol principal (Doblaje latino)                 |      |
| 2014 | Orgullo                                                               | Cliff                             | Rol secundario (Doblaje latino)                |      |
| 2014 | Whiplash: Música y obsesión                                           | Jim Newman                        | Rol principal (Doblaje latino)                 |      |
| 2014 | Mar negro                                                             | Blackie                           | Rol secundario (Doblaje latino)                |      |
| 2014 | En cielo peligroso                                                    | El Juez                           | Rol secundario (Doblaje latino)                |      |
| 2014 | Playing it cool                                                       | Hedge Funder                      | Rol principal (Doblaje argentino)              |      |
| 2014 | Sin City: Una mujer para matar o morir                                | Dr. Kroenig                       | Roles secundarios (Redoblaje)                  |      |
| 2014 | Sin City: Una mujer para matar o morir                                | Teniente Liebowitz                | Roles secundarios (Redoblaje)                  |      |
| 2014 | Sin City: Una mujer para matar o morir                                | Senador Roark                     | Roles secundarios (Redoblaje)                  |      |
| 2014 | Una noche para mamá                                                   | Cabie                             | Rol secundario (Doblaje latino)                |      |
| 2014 | Una loca entrevista                                                   | Oficial Koh                       | Rol secundario (Doblaje latino)                |      |
| 2014 | Bullet                                                                | Carlito Kane                      | Rol principal (Doblaje latino)                 |      |
| 2014 | Regreso a casa                                                        | Oficial Liu                       | Rol secundario (Doblaje latino)                |      |
| 2014 | Video Games: The movie                                                | Jim Charne                        | Roles principales (Doblaje latino)             |      |
| 2014 | Video Games: The movie                                                | Peter Molyneux                    | Roles principales (Doblaje latino)             |      |
| 2014 | Video Games: The movie                                                | Conan O'Brien                     | Roles principales (Doblaje latino)             |      |
| 2014 | Bad Country                                                           | Daniel Morris                     | Rol principal (Doblaje latino)                 |      |
| 2014 | Monos asesinos                                                        | Director Smith                    | Rol secundario (Doblaje latino)                |      |
| 2014 | Samurái X: La leyenda termina                                         | Toshiyoshi Kawaji                 | Rol principal (Voz en español latino)          |      |
| 2014 | Samurái X: El infierno de Kioto                                       | Toshiyoshi Kawaji                 | Rol principal (Voz en español latino)          |      |
| 2014 | Mr. Turner                                                            | William Turner                    | Rol principal (Doblaje latino)                 |      |
| 2014 | Agenda oculta                                                         | Kevin                             | Rol secundario (Doblaje latino)                |      |
| 2014 | 3 días para matar                                                     | Flic                              | Rol secundario (Doblaje latino)                |      |
| 2015 | Trumbo                                                                | Dalton Trumbo                     | Rol protagónico (Doblaje latino)               |      |
| 2015 | Mr. Holmes                                                            | Sherlock Holmes                   | Rol protagónico (Doblaje latino)               |      |
| 2015 | Atrévete                                                              | Bert                              | Rol secundario (Doblaje latino)                |      |
| 2015 | El profesor de violín                                                 | Padre de Laerte                   | Rol secundario (Doblaje latino)                |      |
| 2015 | Los intrusos                                                          | Hombre del archivo de la Alcaldía | Rol secundario (Doblaje latino)                |      |
| 2015 | Cosecha de amor                                                       | Howard Gordon                     | Roles principales (Doblaje latino)             |      |
| 2015 | Cosecha de amor                                                       | Fred Jenkins                      | Roles principales (Doblaje latino)             |      |
| 2015 | Érase un día de fiesta                                                | Harry Ballentine                  | Rol principal (Doblaje latino)                 |      |
| 2015 | Cuarto de guerra                                                      | Charles                           | Rol secundario (Doblaje latino)                |      |
| 2015 | El carnicero, el cocinero y el espadachín                             | Carnicero Chopper                 | Rol protagónico (Doblaje latino)               |      |
| 2015 | Lago Tiburón                                                          | Lewis Galloway                    | Rol principal (Doblaje latino)                 |      |
| 2015 | El tipo perfecto                                                      | Renkin                            | Rol secundario (Doblaje latino)                |      |
| 2015 | El último tour                                                        | Voces adicionales                 | Roles secundarios (Doblaje latino)             |      |
| 2015 | The Gunman: El objetivo                                               | Voces adicionales                 | Roles secundarios (Doblaje latino)             |      |
| 2015 | Más allá de la máscara                                                | Alan Madlane                      | Rol principal (Doblaje latino)                 |      |
| 2015 | Jane tomó las armas                                                   | Voces adicionales                 | Roles secundarios (Doblaje latino)             |      |
| 2016 | Negación                                                              | Profesor Richard Evans            | Rol secundario (Doblaje latino)                |      |
| 2016 | Café society                                                          | Marty Dorfman                     | Rol principal (Doblaje latino)                 |      |
| 2016 | Un caso sin resolver                                                  | Marty Kimmel                      | Rol principal (Doblaje latino)                 |      |
| 2016 | Un caso sin resolver                                                  | Voces adicionales                 | Roles secundarios (Doblaje latino)             |      |
| 2016 | Em Nome da Lei                                                        | Magistrado Silveira               | Rol secundario (Doblaje latino)                |      |
| 2016 | Cuatro contra el barco                                                | Voces adicionales                 | Roles secundarios (Doblaje latino)             |      |
| 2016 | Toni Erdmann                                                          | Winfried Conradi / Toni Erdmann   | Rol protagónico (Doblaje latino)               |      |
| 2016 | Annabelle y los fantasmas de Nantucket                                | Anciano                           | Rol secundario (Doblaje latino)                |      |
| 2016 | Dioses de Egipto                                                      | Osiris                            | Rol principal (Redoblaje)                      |      |
| 2016 | Una pareja dispareja                                                  | Benny Chan                        | Rol protagónico (Doblaje latino)               |      |
| 2017 | Un hombre común                                                       | El General                        | Rol secundario (Doblaje latino)                |      |
| 2017 | El comediante                                                         | Jimmy Berkowitz                   | Rol principal (Redoblaje)                      |      |
| 2017 | Phoenix Forgotten                                                     | Voces adicionales                 | Roles secundarios (Doblaje latino)             |      |
| 2017 | Fabricated City                                                       | Juez                              | Roles secundarios (Doblaje latino)             |      |
| 2017 | Fabricated City                                                       | Voces adicionales                 | Roles secundarios (Doblaje latino)             |      |
| 2017 | El francotirador: La última masacre                                   | Padre Carlos                      | Rol secundario (Doblaje latino)                |      |
| 2017 | Ciertas mujeres                                                       | Albert                            | Rol principal (Doblaje latino)                 |      |
| 2017 | La novicia                                                            | Rob                               | Rol secundario (Doblaje latino)                |      |
| 2017 | El sentido de un final                                                | Anthony «Tony» Webster            | Rol protagónico (Doblaje latino)               |      |
| 2018 | La última carcajada                                                   | Buddy Green                       | Rol protagónico (Doblaje latino)               |      |
| 2018 | La última carcajada                                                   | Voces adicionales                 | Roles secundarios (Doblaje latino)             |      |
| 2018 | Todo es cierto                                                        | Conde Earl de Southampton         | Rol principal (Doblaje latino)                 |      |
| 2018 | Vice                                                                  | Paul Wolfowitz                    | Roles secundarios (Redoblaje)                  |      |
| 2018 | Vice                                                                  | Hombre del congreso               | Roles secundarios (Redoblaje)                  |      |
| 2018 | Errementari: El herrero y el diablo                                   | Don Mateo                         | Rol secundario (Doblaje latino)                |      |
| 2018 | Extraña presencia                                                     | Voces adicionales                 | Roles secundarios (Doblaje latino)             |      |
| 2018 | Wildlife                                                              | Fotógrafo                         | Rol secundario (Doblaje latino para TV)        |      |
| 2018 | Cafarnaúm                                                             | El Juez                           | Rol secundario (Doblaje latino)                |      |
| 2018 | Sin rastro                                                            | James                             | Roles secundarios (Doblaje latino)             |      |
| 2018 | Sin rastro                                                            | Voces adicionales                 | Roles secundarios (Doblaje latino)             |      |
| 2018 | The Old Man & The Gun                                                 | Gerente de banco                  | Roles secundarios (Redoblaje)                  |      |
| 2018 | The Old Man & The Gun                                                 | Voces adicionales                 | Roles secundarios (Redoblaje)                  |      |
| 2018 | La balada de Buster Scruggs                                           | Francés                           | Rol secundario (Doblaje latino)                |      |
| 2018 | El Padre                                                              | Gaspar                            | Rol secundario (Doblaje latino)                |      |
| 2018 | Pablo, apóstol de Cristo                                              | Paul                              | Rol secundario (Doblaje latino)                |      |
| 2019 | El Camino: Una película de Breaking Bad                               | Walter White                      | Rol principal (Doblaje latino)                 |      |
| 2019 | El escándalo                                                          | Geraldo Rivera                    | Rol secundario (Doblaje latino)                |      |
| 2019 | Intruso                                                               | Hombre TV                         | Rol secundario (Doblaje latino)                |      |
| 2020 | Feliz novedad                                                         | Ted                               | Rol secundario (Doblaje latino)                |      |
| 2021 | El tercero en discordia                                               | Voces adicionales                 | Roles secundarios (Doblaje latino)             |      |
| 2021 | Castle Falls                                                          | Alcalde Lloyd Holmes              | Rol secundario (Doblaje latino)                |      |
| 2021 | Samurái X: El fin                                                     | Toshiyoshi Kawaji                 | Rol principal (Voz en español latino)          |      |
| 2022 | El milagro del padre Stu                                              | Randall                           | Rol secundario (Doblaje latino)                |      |

#### Nota
- Respecto a sus trabajos en doblaje, la columna de años refleja la fecha del estreno original de las películas, mas no exactamente del año en donde se estrenaron dobladas al español.

## Series de tv
- Breaking Bad: Walter White (Bryan Cranston)
- Cyrano: Como Hermanos
- Gravity Falls: Quentin Tremblin y Fiddleford McGucket
- Star vs. the Forces of Evil: Ludo
- The good doctor: Aaron Glassman

## Dirección de doblaje
- Piraña 3D
- De Roma con amor
- El exótico hotel Marigold

## Datos de interés
Su tono de voz es similar al del actor de doblaje mexicano Jorge Roig Jr..